# Sergio Antonio Vanin
Sergio Antonio Vanin foi um entomológo na Universidade de São Paulo e diretor do Museu de Zoologia da Universidade de São Paulo. Como aluno e professor, atuou mais de 50 anos nessa instituição, sendo reconhecido como Professor Emérito em 2018. Ao longo de sua carreira, produziu 108 publicações e orientou 16 alunos de pós-graduação, tendo grande influência na adoção da sistemática filogenética no Brasil  .
Vanin descreveu um total de 123 novas espécies de besouros, a maioria delas nas famílias Curculionidae, Torrindicolidae, Cerophytidae e Belidae  . Outras 23 espécies foram nomeadas em sua homenagem . Além das novas espécies, uma grande contribuição foi a descrição morfológica dos estágios imaturos de 179 espécies de besouros , muitas delas no livro "Larvas de Coleoptera do Brasil"  .